# هيو ويلسون
هيو ويلسون (بالإنجليزية: Hugh Wilson)‏ (1943 – 14 يناير 2018 ) هو مخرج سينمائي، وكاتب سيناريو، وممثل، من الولايات المتحدة الأمريكية، ولد في ميامي، فلوريدا.
تعلم في جامعة فلوريدا. حصل على عدة جوائز منها جوائز الإيمي برايم تايم.

## وصلات خارجية
- هيو ويلسون على موقع IMDb (الإنجليزية)
- هيو ويلسون على موقع ألو سيني (الفرنسية)
- هيو ويلسون على موقع ميوزك برينز (الإنجليزية)
- هيو ويلسون على موقع أول موفي (الإنجليزية)
- هيو ويلسون على موقع قاعدة بيانات الأفلام السويدية (السويدية)
- هيو ويلسون على موقع إن إن دي بي (الإنجليزية)
- هيو ويلسون على موقع ديسكوغز (الإنجليزية)
- هيو ويلسون على موقع قاعدة بيانات الفيلم (الإنجليزية)
- هيو ويلسون على موقع كينوبويسك (الروسية)